# Sustraia
Sustraia, parfois écrit Sustraïa, est un groupe de rock basque, originaire d'Hélette, Pyrénées-Atlantiques, au Pays basque français. Résolument rock, le groupe ne s'ancre pas dans un style musical.  Laissant apparaître le côté latino-rock[pas clair] du groupe, des percussions font leur apparition aux côtés des guitares saturées, et ce mélange de rythmes et de sons ne fait qu'accentuer l'énergie que dégage le groupe[Selon qui ?].

## Biographie

### Années 1990
C’est le 31 décembre 1992, à Hélette (Pyrénées-Atlantiques) que Sustraia joue en public pour la toute première fois. Alors formé de Jean-Marc Beheretche, Philippe Garat, Pantxoa Malmy, Benat Zozaya et Patrick Michelena (surnommé Mixu), le groupe participera à de nombreux bals du Pays basque de 1992 à 1996.
En 1994, le groupe enregistre son premier album (Segi Segi). Progressivement, il incorpore à son répertoire de bal ses propres compositions, en particulier son tube Muztafa.
La réputation du groupe se faisant grandissante[Quoi ?], il commence à s’exporter[Quoi ?] hors du Pays basque, avec en apogée une tournée de 10 jours en Italie. Dans la lancée, le groupe enregistre son deuxième album (Euskal Label) à San Sebastian, au studio Elkar. À la fin de 1996, le groupe se dissout. Trois nouveaux musiciens font leur apparition dans Sustraia : Christian Barbe, Kandi Fernandez et Jaye Proctor. La nouvelle formation débute par une tournée en Italie, où elle enregistre avec le groupe Lou Dalfin un Live à l’occasion du premier salon de la musique de Turin. Durant l’année 1997, Sustraia s’affère à sa diffusion dans toute la France pour aboutir en 1998 à enregistrer son propre live. C’est en 1999, avec une tournée de dix dates à guichets fermés avec le groupe Ska-P, que Sustraia obtiendra ses lettres de noblesse} et sa réputation de groupe de scène.

### Années 2000
Une deuxième tournée les amènera à se produire dans une salle parisienne, La Cigale. 2000 est l’année du quatrième album du groupe, Bi Mila, enregistré au studio le Chalet, près de Bordeaux. Cet album s’oriente vers le mélange et la polyculture. En effet, des textes en français et en espagnol y font leur apparition (jusqu’à maintenant les textes étaient exclusivement en basque). S’ensuivent de nombreux concerts dans l’hexagone.
Après des déboires avec sa maison de disques (M S I), une longue période de doutes et de non créativité aboutit à l’arrêt de deux membres du groupe : J-Marc et Jaye. Mixu Michelena est désormais le seul rescapé du groupe initial. Enfin, en 2004, le groupe sort de quatre années de silence discographique en éditant son cinquième album intitulé Ze Bizia (« quelle vie »). 2004 marque aussi la venue de quatre nouveaux musiciens : Jimmy Arrabit à la batterie, Sam Balerdi au clavier, Franck Aziza à la guitare et Haitz Goni à la basse.
Sustraia retrouve désormais une homogénéité et une stabilité qui lui manquaient. Poussés par un nouvel élan, les musiciens enchaînent les concerts et se produisent pour la première fois au printemps de Bourges. Les concerts étant au rendez-vous, la créativité revient, et un an et demi à peine après leur dernier album, Sustraia sort son sixième CD, Beti Bidean (« toujours sur la route »), titre révélateur du tonus retrouvé du groupe.
2007 est une année forte pour Sustraia. Toujours emmenés par Mixu Michelena, les compères multiplient les projets, et c'est en août que sort le single Vino Griego, une reprise de l'hymne de la Peña Baiona (hymne des supporters de l'Aviron bayonnais). Ce morceau phare des férias et autres rencontres festives devient un des premiers du genre à obtenir sa version ska rock. Les arrangements sont signés Sam Balerdi (clavier de Sustraia), tandis que Mixu chante d'une voix puissante. Le succès est au rendez-vous, et le tube commence à devenir une des références rock du Sud avec de nombreux passages en radio. Pascale Lagorce et son équipe de Rugby et Compagnie sur Sud Radio ont le coup de cœur, et c'est ainsi que la chanson devient largement diffusée durant la Coupe du monde de rugby à XV 2007. Le Duo des Non, fameux comiques et animateurs issus de la même radio, participent allègrement à la reconnaissance de Sustraia à travers quelques invitations du chanteur dans leur émission.
Ce retour du groupe s'accompagne de la sortie de leur premier DVD, Sustraia in Live, tourné à Brassac en août 2007, dans le Tarn. De nombreux artistes ou amis viennent assister au spectacle (Sangria Gratuite, Shanghai, etc.) et une équipe de six cadreurs est en place pour immortaliser l'instant.
Le 2 janvier 2009, le chanteur Mixu Michelena décède d'un malaise cardiaque pendant le match de Top 14 Bayonne-Castres, après avoir participé aux animations d'avant-match,. Le reste des membres décide de ne pas continuer.

## Membres
- Mixu Michelena - chant, percussions (décédé en 2009)
- Jimmy Arrabit - batterie
- Haitz Goñi - basse, chœurs
- Franck Aziza - guitare électrique, chœurs
- Samuel Balerdi - claviers, chœurs

## Discographie
- 1994 : Segi segi
- 1996 : Euskal label
- 1997 : Radio Occitania Libra, dab Lo grop Lou Dalfin
- 1998 : Sustraia - live
- 2000 : Bi mila
- 2004 : Ze bizia
- 2006 : 'Beti bidean
- 2007 : La Pena Baiona (jingle)
- 2007 : Sustraia in Live'

## Clips
- 2007 : Beti Bidean (format HD. Réa : Nicolas Renier)
- 2007 : Vino Griego, hymne de la Peña Baiona (format DV. Réa : Nicolas Renier)
- 2007 : Sustraia in Live (format DVD. Réa : Nicolas Renier (Studios Eligans), production/distribution : Agorila)